# Stanisław Piasek
Stanisław Piasek (ur. 18 sierpnia 1894 w Suchej, zm. 1 września 1935 w Warszawie) – polski działacz niepodległościowy, tapicer-dekorator, starszy sierżant rezerwy Wojska Polskiego, kawaler Orderu Virtuti Militari, strażnik Straży Marszałkowskiej.

## Życiorys
Syn Andrzeja i Julii z Knapczyków urodzony 18 sierpnia 1894 we wsi Błondzonka, przynależnej do Suchej, w ówczesnym powiecie żywieckim Królestwa Galicji i Lodomerii. Ukończył czteroklasową szkołę powszechną w rodzinnej miejscowości. Mając 15 lat wyjechał do Bielska, gdzie przez cztery lata praktykował tapicerstwo i dekoratorstwo. Po odbyciu praktyki pracował w Wiedniu i Budapeszcie jako czeladnik tapicerski. 15 maja 1914 wrócił do Suchej i wstąpił do Związku Strzeleckiego.
19 września 1914 wstąpił do Legionów Polskich. Walczył w szeregach I baonu 2 pułku piechoty. Po kryzysie przysięgowym (lipiec 1917) pozostał w 2 pp, który został włączony do Polskiego Korpusu Posiłkowego. Po bitwie pod Rarańczą (15–16 lutego 1918) dołączył do II Korpusu Polskiego w Rosji. Po bitwie pod Kaniowem (11 maja 1918), uniknął niemieckiej niewoli i dostał się do Żytomierza, gdzie wstąpił do tajnej organizacji pod dowództwem pułkownika Grabowskiego. Od 5 września 1918 walczył na Kubaniu w szeregach Polskiego Oddziału przy rosyjskiej Armii Ochotniczej, a później w 4 Dywizji Strzelców Polskich. Wyróżnił się 14 października 1918 w bitwie z bolszewikami pod Ternówką i 3 grudnia tego roku w bitwie z oddziałami ukraińskiego Dyrektoriatu oraz 1 marca 1919 w bitwie nad Seretem. W trakcie walk z Ukraińcami dostał się do niewoli, ale po dziesięciu dniach udało mu się uciec. Za te czyny 8 kwietnia 1920 podporucznik Przemysław Nakoniecznikoff-Klukowski sporządził wniosek na odznaczenie orderem „Virtuti Militari”. W czerwcu 1919, po scaleniu 4 Dywizji Strzelców Polskich z 10 Dywizją Piechoty, został przydzielony do kompanii karabinów maszynowych III batalionu 28 pułku piechoty. Wziął udział we wszystkich walkach tego oddziału, awansując od starszego szeregowca do starszego sierżanta. Wyróżnił się 1 czerwca 1920 w bitwie pod Kozianami. 15 czerwca 1920 dowódca kompanii, podporucznik Krasowski sporządził „wniosek na odznaczenie orderem «Virtuti Militari»”, w którym napisał:

dnia 1 czerwca 1920 dowodząc plutonem karabinów maszynowych w bitwie pod Wojacino i Gorochówką pomimo silnego i natarczywego ataku nieprzyjacielskiego sierżant sztabowy Piasek Stanisław bronił mężnie pozycje, wystawiwszy jeden karabin maszynowy na prawe skrzydło, drugi na lewe 10 kompanii III/28 pp, niezważając na to, że nieprzyjaciel zaszedł na tyły wyżej wymienionej kompanii. Swoim spokojnym zachowaniem się potrafił utrzymać w szeregach karność i posłuszeństwo, i ogniem km nietylko nanosił wielkie straty nieprzyjacielowi, lecz zmusił go do cofnięcia się na swoje stare stanowiska, i tym samym przyczynił się w wielkiej mierze do ratowania sytuacji, i od katastrofy, tak blisko wiszącej nad całym odcinkiem baonu.

W maju 1933 był bezrobotnym członkiem Związku Legionistów Polskich. Później otrzymał posadę strażnika Straży Marszałkowskiej. Zmarł 1 września 1935 w Warszawie i został pochowany na Cmentarzu Wojskowym na Powązkach (kwatera B22, rząd 5, grób 12).
Był żonaty z Marianną z domu Wątroba (1902–1991), z którą miał córkę Urszulę (1924–2010).

## Ordery i odznaczenia
- Krzyż Srebrny Orderu Wojskowego Virtuti Militari nr 567[1] – 28 lutego 1921[8][9][10]
- Krzyż Niepodległości – 25 stycznia 1933 „za pracę w dziele odzyskania niepodległości”[11][12][13]
- Krzyż Walecznych – 1 grudnia 192 „za czyny orężne w czasie bojów Legionów Polskich”[14][15]